# Untergrombach
Untergrombach est un village faisant partie de la ville de Bruchsal, au Bade-Wurtemberg (Allemagne).

## Localisation
Le territoire communal de 960 hectares d'Untergrombach est située au bord du Kraichgau et du fossé rhénan, sur les rives du Grombach. Karlsruhe se trouve à 15 kilomètres au sud-ouest.
|            |               | Bruchsal     |
| Staffort   | Untergrombach | Helmsheim    |
| Weingarten | Walzbachtal   | Obergrombach |

## Bâtiments
- Michaelskapelle (de) sur le Michaelsberg
- synagoge, détruit 1933 zerstört, surconstruite avec une maison d'habitation[2]
- église paroissiale catholique St. Cosmas et Damian[3]
- maison à colonnes faîtières avec colombages du XVe siècle, monument historique et depuis 1988 musée d'histoire locale[4]

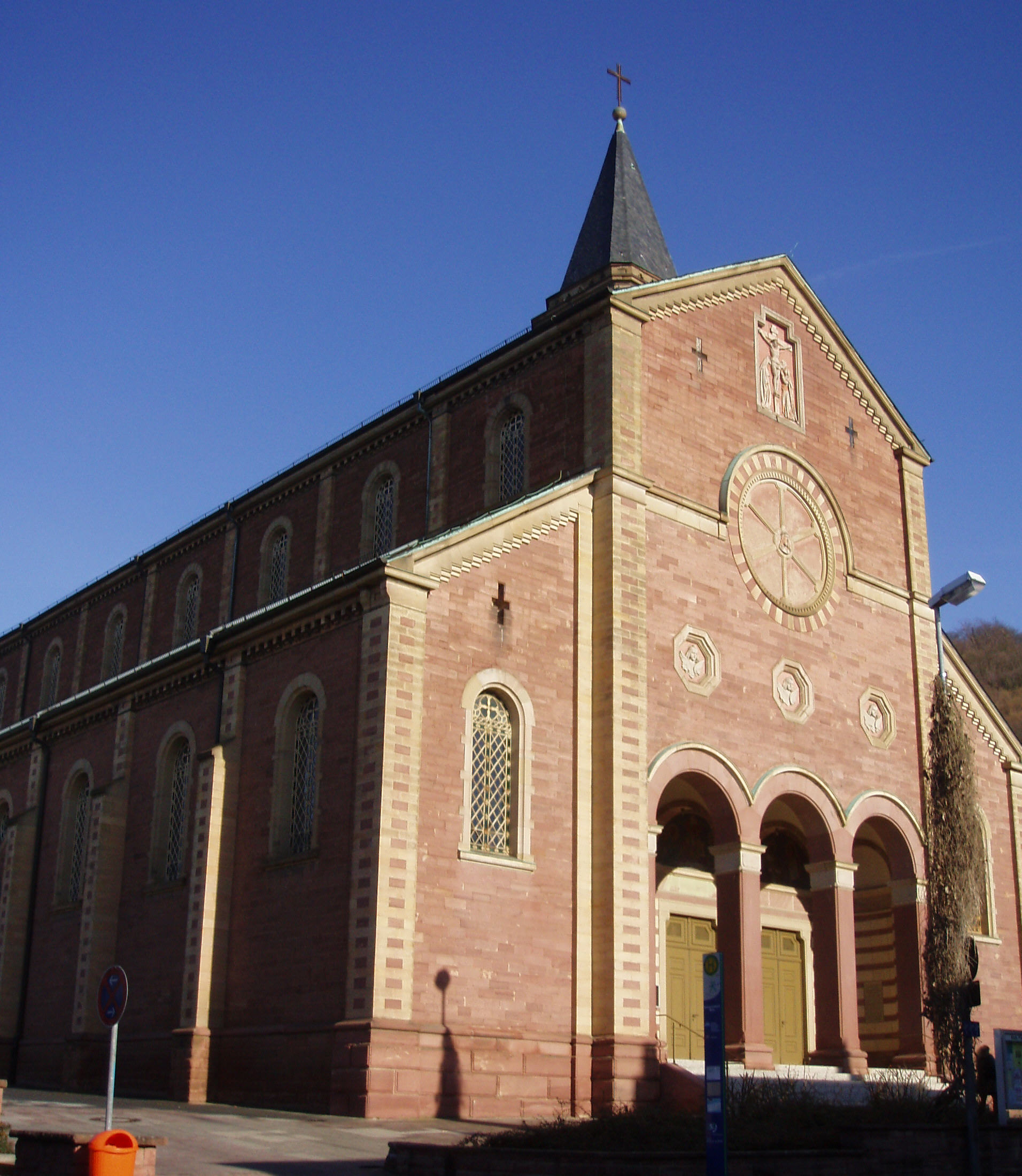
église Cosmas et Damian
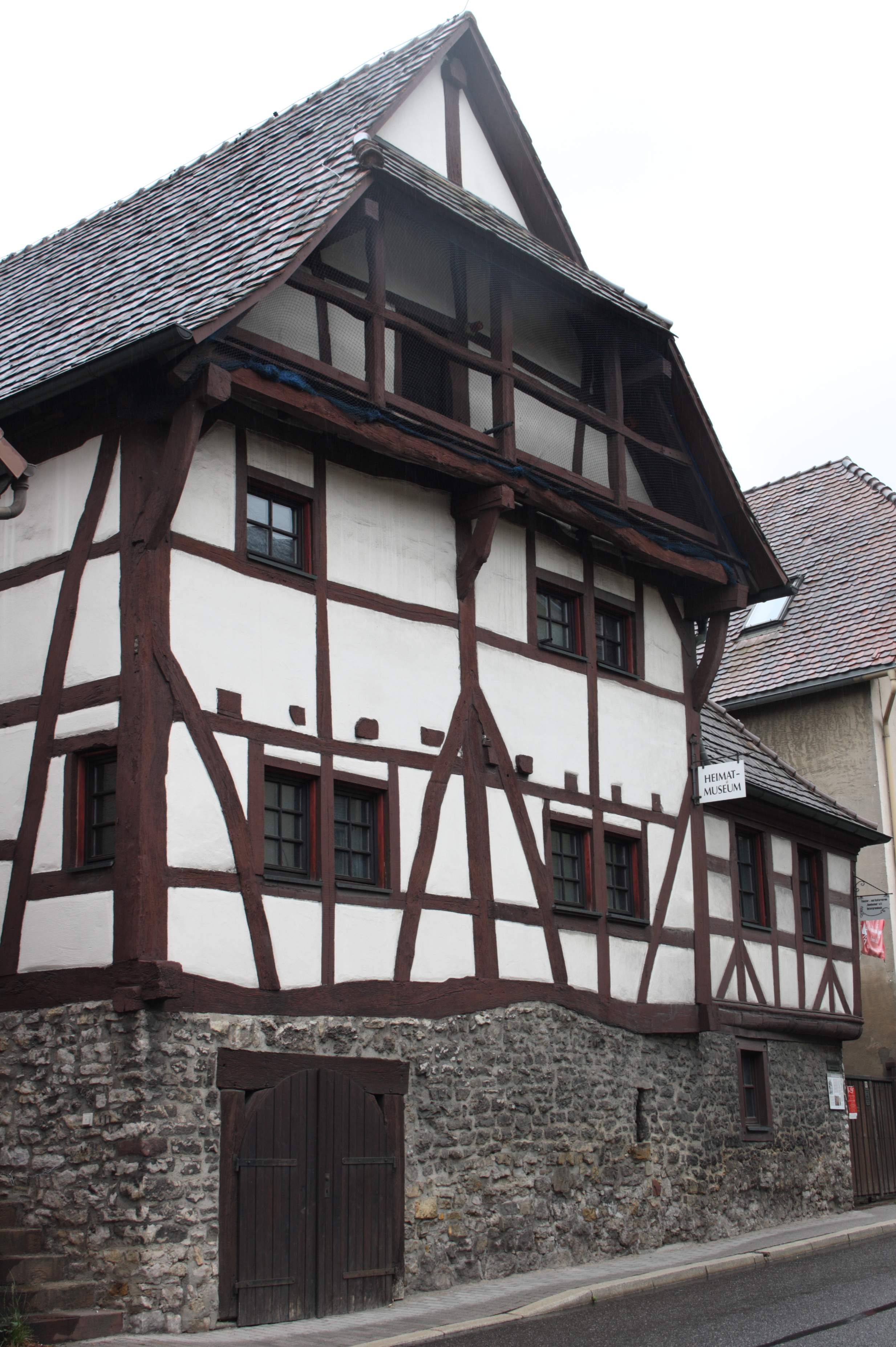
musée d'histoire locale
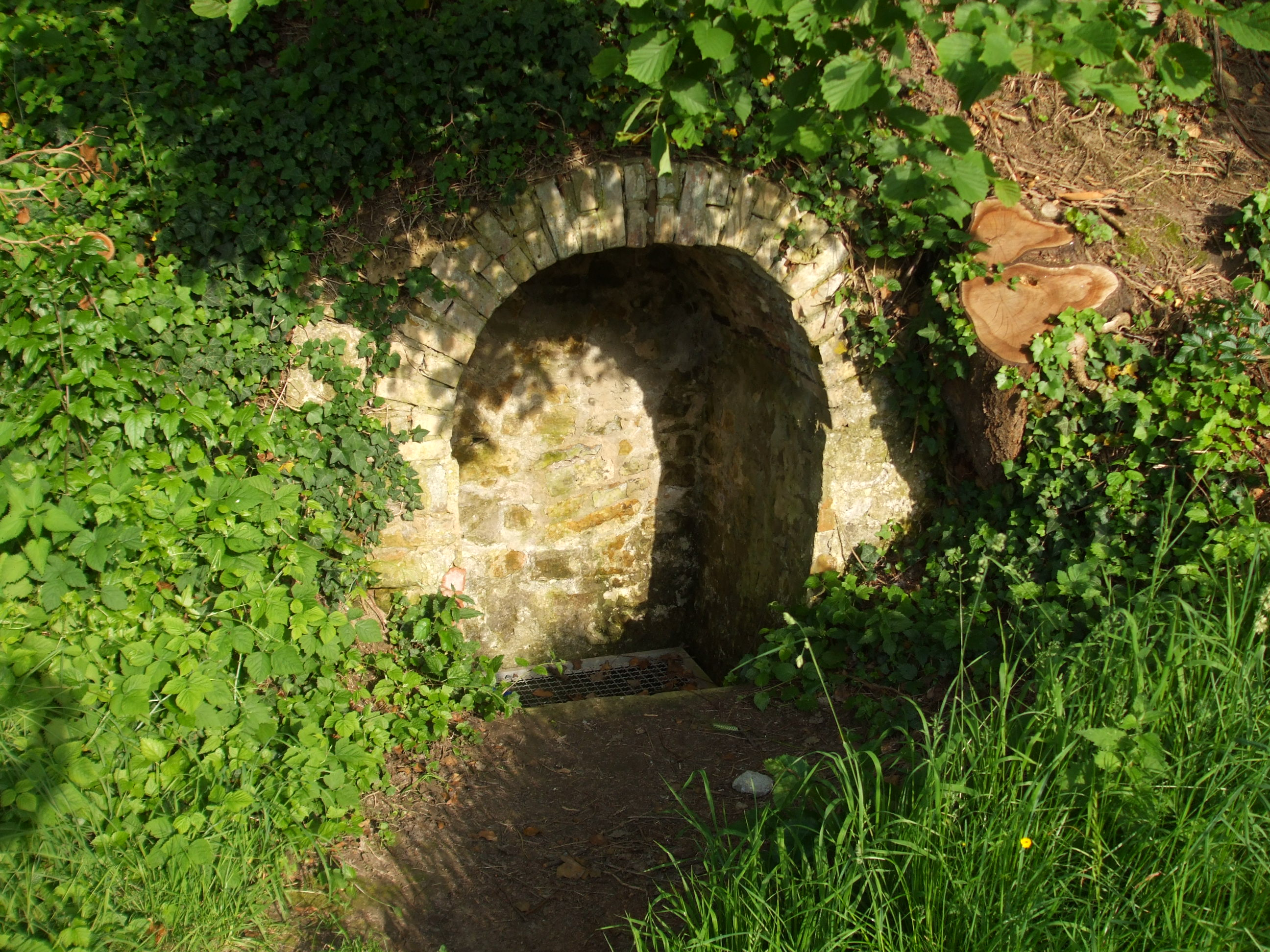
fontaine Kindlesbrunnen
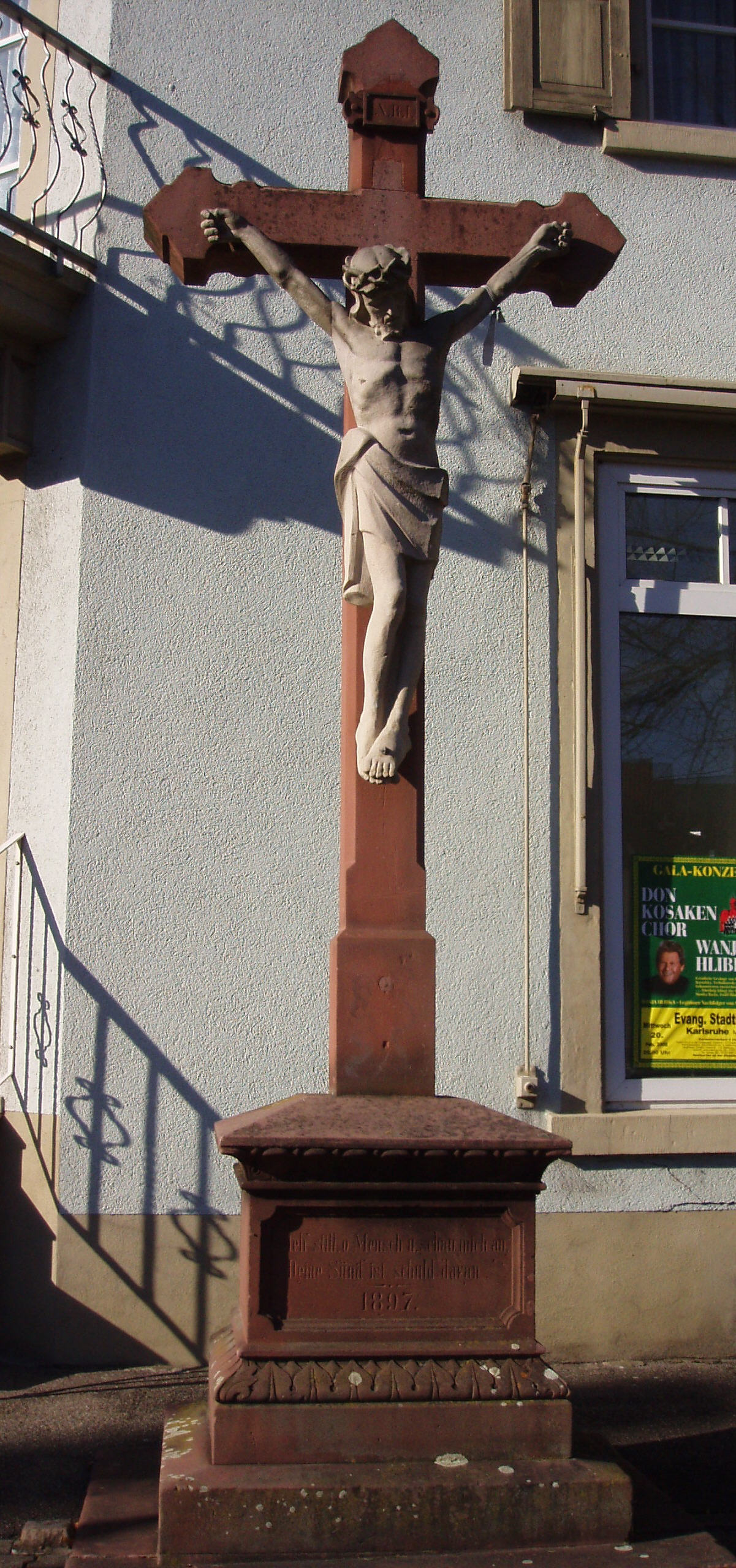
croix de porte, 1897
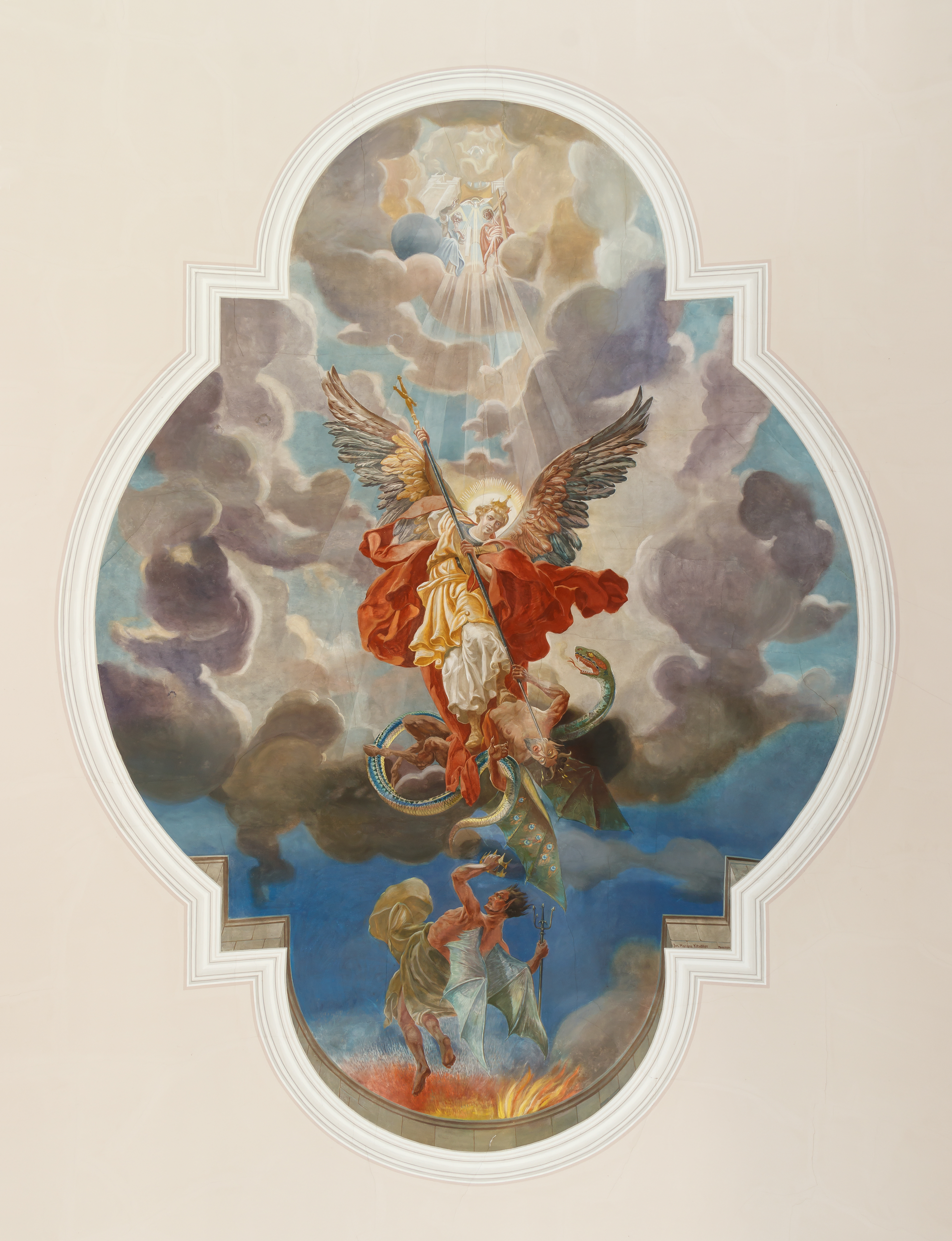
Saint Michel vainqueur de Satan sur un plafond de la chapelle Saint-Michel (de), peinture de Josef Mariano Kitschker (de), réalisée entre 1907 et 1909.
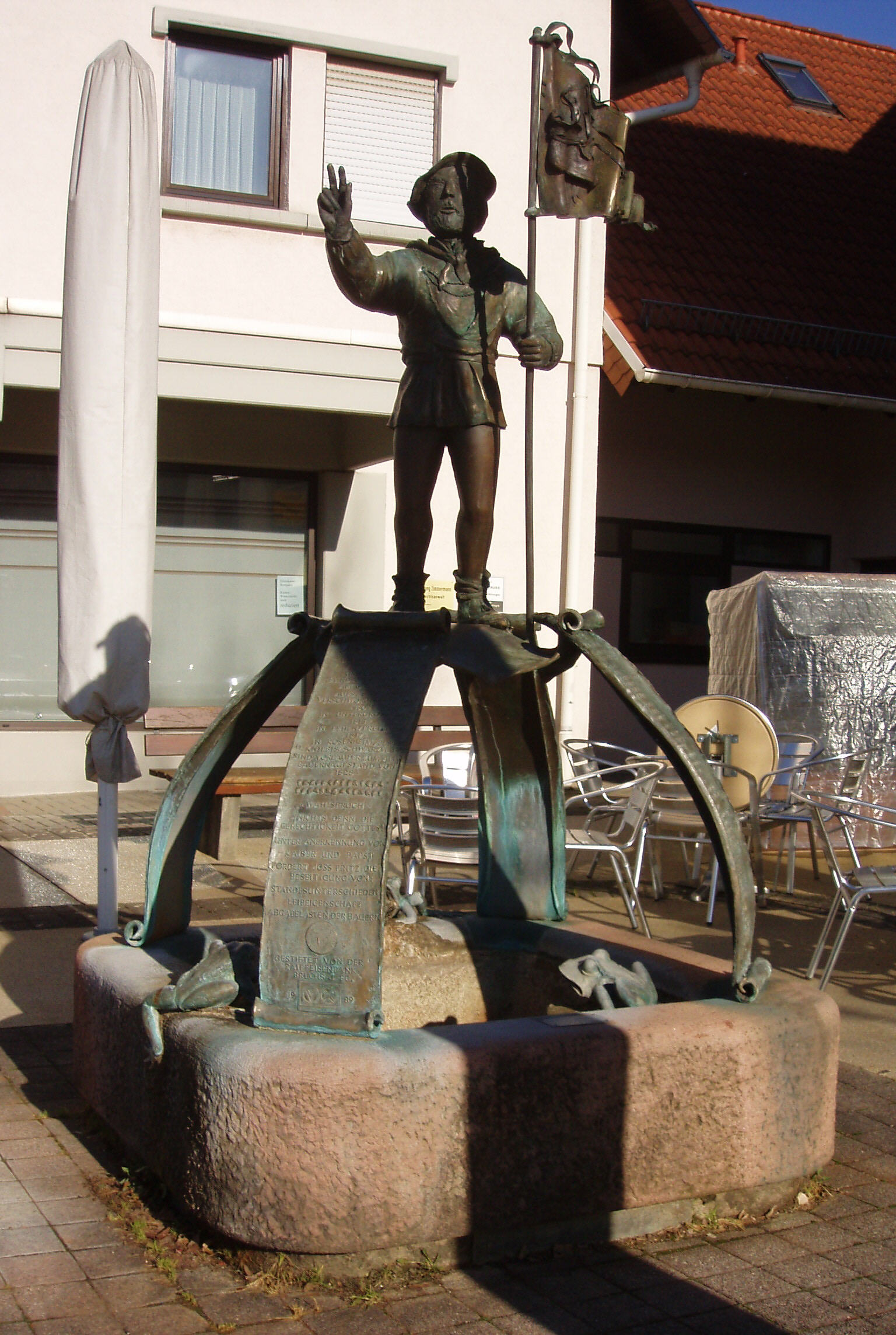
Fontaine avec Joß Fritz.

## Personnalités
- Joß Fritz (né vers 1470, mort vers 1525), meneur des révoltes paysannes